# 国際協力
国際協力（こくさいきょうりょく）は、政府間、他国間、あるいは民間で行われる、国境を超えた援助・協力活動のことである。起源は19世紀の赤十字活動などに求められるが、国際的に本格的に実施されたのは1960年代からである。日本の場合、1980年代以降活発に展開されている。

## 歴史
国境を越えた援助活動の原点は、赤十字国際委員会の前身である「5人委員会」（1863年設立）に求めることができる。第一次世界大戦後の1919年にはセーブ・ザ・チルドレン（英国）が誕生し、第二次世界大戦の前後にはOxfam（英国、1942年）、CARE（米国、1945年）、カリタス・インターナショナル（イタリア、1950年）など。
が設立されている。これらは民間活動として展開されていて、現在の国際協力NGOのルーツである。
国家間の国際協力の起源は1944年のブレトンウッズ会議に始まる。ここにおいて国際通貨基金（IMF）と国際復興開発銀行（世界銀行）が設立された。米国は1948年より、戦災で復興が遅れていた欧州に対して復興援助計画（マーシャル・プラン）を実施する。これが国家間の経済援助の原点である。また、1950年には英国が主導して主に旧英国植民地を対象に「コロンボ・プラン」が実施された。政府間や国際組織を通して行われる国際協力は、1960年代の「国連開発の10年（United Nations Development Decade）」によって促進された。

## 南北問題・開発途上国
1959年、英国のロイド銀行の頭取であったオリヴァー・フランクスは、イデオロギーと軍事の対立である東西問題に比肩する重要課題として、地球上の北側に位置する先進工業国（Industrial Countries）と南側に位置する開発途上国（Developing Countries、発展途上国ともいう）との大きな経済格差を南北問題として指摘した。南北問題は、戦後次々政治的独立を達成したアジアやアフリカの新興国が、植民地時代の従属的な経済関係によってすぐには経済的自立を達成することができなかったことに起因する。
先進工業国と開発途上国の明確な分類の基準があるわけではない。一般に人口1人当たりの所得水準が低く、産業構造が第一次産業に偏った国を開発途上国と呼んでいる。国連、世界銀行、OECDなどの国際機関では、それぞれ異なった定義を用いている。OECDの開発援助委員会では開発途上国の定義をせずに、ODAの対象となる国々をリストに掲載している（DACリストと呼ばれる）。
開発途上国は1960年代までは後進国、低開発国などと呼ばれたこともあったがそれらの用語が差別的であるということで開発途上国に統一された。しかし、その後開発途上国から経済的に発展した新興工業経済地域（NIES）や逆に取り残された後発発展途上国（LLDC）などが出現してきたため、開発途上国という用語の有効性と妥当性について疑問が出された。「南」の国々というような通称が用いられることもある。

## 国際開発の動向
「開発」という多義的な用語が、世界規模の経済社会的な格差を是正するための国際間の営為として広く使用されるようになるのは、第二次世界大戦後のことである。とくに、国連総会が1960年代を「国連開発の10年（United Nations Development Decade）」とするように提唱したことから国際的に広く使用されるようになった。国連開発の10年は、その後も10年ごとに改訂されている。当初は各国政府と国連機関が国際開発の担い手であったが、1970年代後半には民間組織であるNGOが国際開発の重要な担い手として登場とした。NGOは住民を主体とする開発アプローチで成果を挙げたことから、1990年代には参加型開発が国連機関などによっても提唱・採用されるようになった。
また、それまでの経済開発中心の開発ではなく、社会開発と人間開発を重視するアプローチが注目されるところとなり、国際連合開発計画（UNDP）は1990年より『人間開発報告書』を毎年発行している。社会開発の理念は1994年の世界社会開発サミットにおいて中心的な考え方として採用され、国際開発において重要な理念の1つとなっている。
2000年にはニューヨークにおいて国連ミレニアム・サミットが開催され国連ミレニアム宣言を採択、さらにこの宣言をもとに2015年までに国際社会が達成すべき課題として「ミレニアム開発目標（MDGs）」が翌2001年に設定された。MDGsには次のような8つの目標が掲げられている。以下の目標のもとに、具体的な18のターゲットが設定されている。
- 極度の貧困と飢餓の撲滅
- 普遍的初等教育の達成
- ジェンダーの平等の推進と女性の地位向上
- 乳幼児死亡率の削減
- 妊産婦の健康の改善
- HIV/エイズ、マラリア、その他の疾病の蔓延防止
- 環境の持続可能性の確保
- 開発のためのグローバル・パートナーシップの推進

その後、これらの目標は2015年9月の総会で採択された「持続可能な開発のための2030アジェンダ」の中核であり、2030年までに達成すべき目標として新たに設定された「持続可能な開発目標（SDGs）」に継承されている。

## 日本の国際協力
日本の政府開発援助はもともとは戦後の賠償という形で始まり、1954年にビルマとの間に最初の賠償協定を結んでいる。国際協力としては、コロンボ・プランの一環として1958年にインドに対して行われたものが最初である。戦災により疲弊した日本は、1954年から1966年にかけて米国と世界銀行より資金援助を受けていた。この時期は「被援助国」であった。日本政府による本格的な国際協力が始まるのは、1977年の「政府開発援助3年倍増計画」以降である。また、日本の民間協力も1979年をピークとするインドシナ難民問題をきっかけに活発化した。

### 政府開発援助（ODA）
OECDの開発援助委員会では、次の3条件に当てはまるものを政府開発援助（ODA、Official Development Assistance）としている。
1. 中央および地方政府を含む公共部門ないしその実施機関により、開発途上国及び国際機関に対して供与されるものであること。
2. 開発途上国の経済開発及び福祉の向上に寄与することを主たる目的とするものであること。
3. 供与の条件が特に緩和されたもの（援助条件の緩やかさを示す指標であるグラント・エレメントが25%以上）であること。

政府開発援助には2国間援助と多国間援助とがある。多国間援助には国際連合児童基金、国連難民高等弁務官事務所、世界銀行に対して供与される。2国間援助は国と国とが直接やりとりするもので、さらに贈与と政府間貸付に分類される。贈与には無償資金協力と技術協力とがある。
日本においては、ODAの実施機関として国際協力機構（JICA）がある。これまで主に技術協力を行い、専門家派遣、ボランティア派遣、研修生の受入れなどを行ってきた。青年海外協力隊事業もこの一部である。また、無償資金協力の一部の業務も行っている。2003年以後は、JICAは地域におけるNGOとの連携や開発教育の分野でもさまざまな事業を行うようになった。

### NGO（民間国際協力団体）
NGO（Non-Governmental Organizations）という用語は、もともと国連が政府以外の民間団体との協力関係を定めた国連憲章第71条で使用したもので、「非政府組織」や「民間国際協力団体」などとも訳される。
国連経済社会理事会との協議資格をもつ「国連NGO」は社会福祉団体、労働組合、平和団体、婦人団体、青少年団体、経営者団体、宗教団体などが含まれる広範な概念となっている。日本においてはその経緯から、国連との協議資格の有無を問わず開発問題、人権問題、環境問題、平和問題などの地球的諸問題の解決に向けて、「非政府」かつ「非営利」の立場から市民主導で自発的に草の根の国際協力活動に取り組む民間組織を指すことが多い。
類語にNPO（非営利団体、Non-Profit Organization）がある。NPOは広義には、学校、病院、協会、財団、研究所、ボランティア団体等、国際協力に限らず広範な民間非営利組織を指している。一方狭義には、「特定非営利活動促進法（NPO法）」により法人格を付与された民間非営利団体をさす場合がある。

## 国際協力の諸段階

### 慈善型開発・慈善型援助
困っている人や弱い立場にある人を目前にしたときに、その人を助けようと思うのは人間としての自然な心情の発露である。そのことが国境を超えて行われると国際的な援助になる。例えば災害の被災者に対して行われる物資や資金の供与である。また、自らがボランティアとして援助の活動に参加することである。
こうした慈善型の援助は、国際協力の世界では原点とも言える活動である。しかし、こうしたタイプの援助にはさまざまな批判もある。例えば、現地のニーズを十分に調査していない、住民の自立をかえって阻害するおそれがある、「援助」のマイナスの影響について考慮していない、援助が偶然的に始まり計画性に欠ける、などの理由による。
NGOによる国際協力も慈善型の開発プロジェクトを行っているケースが、その初期において特に多く見られる。上記のような批判や反省をもとに、住民ニーズをよりよく把握して、より計画的に国際協力活動を行うようになると技術移転型の開発や住民参加型の開発へとそのアプローチを変えていくことになる。

### 技術移転型開発
一般的に開発の分野における「技術移転」とは、貧困、インフラの未整備、低い生産性など開発途上国が抱える課題の解決のために、技術を有する先進国側の組織が教育、訓練を通して、途上国側の組織に技術を伝達して、そこでの定着、普及を図ることを指す。
慈善型開発が、目前の悲惨な状況を解決すべく偶発的に始まり、あまり計画性を持たずに進められるのに対して、技術移転型は当初より受益者のニーズを把握して、より計画的、専門的に進められる開発のアプローチである。最終的には何らかの技術移転を通して、受益者の自立がめざされている。その意味では官民を問わず、現在行われている開発プロジェクトのほとんどが技術移転型に分類される。
技術移転型の場合に、受益者の意見を把握することはあっても、最終的なプロジェクトの決定権は、プロジェクトを行う側にあることが特徴である。参加型開発が、当初より受益者である住民の参加を促し、開発プロジェクト自体の企画、運営、評価のプロセスに住民の参加を図るのと対照的である。

### 参加型開発
従来の開発プロジェクト（慈善型開発と技術移転型開発）においては、プロジェクトの受益者である地域住民の意見や意を超えたところでプロジェクトが計画されて実行される傾向にあった。しかしながら、そうしたプロジェクトは住民のニーズを十分把握できないために実効性に欠けたり、住民自身の自覚が高まらずに持続性が乏しい、などの問題があった。参加型開発はこうした問題点を克服すべく1980年代の後半より提唱された開発の新しいアプローチである。
OECDの開発援助委員会は1989年に「1990年代の開発協力」を発表し、今後の開発協力を主導する理念として「参加型開発（Participatory Development）」を提唱した。参加型開発とは、開発の受益層自身が開発の意志決定プロセスに参加すること、そしてより公平にその恩恵を受けることが含まれる。これは民主的なシステムの確立と公平な分配を保証する概念でもある。従って、この場合の参加は強者の参加ではなく「弱者」の参加である。弱者とは都市のエリートに対する農村の住民、男性に対する女性、大人に対する子ども、支配民族に対する少数民族や先住民族などである。
参加型開発においては、住民自身のエンパワーメントが重要であり、住民がエンパワーしていく手法・アプローチとしてPRAやPLAと呼ばれる方法が提唱されて実施されている。

#### PRA・PLA（参加型農村調査法・参加型学習行動法）
PRA（Participatory Rural Appraisal) は1970年代後半に農村調査のために開発されたRRA（迅速農村調査法）の手法をもとに、住民自身の参加の観点を加えた農村調査の手法として発展したものである。PRAの理論化や普及に貢献してきたロバート・チェンバースは、PRAを「地域住民自身が自らの生活の知識や状況を共有し、高め、分析し、さらに計画し、行動し、モニターし、評価することを可能にする一連のアプローチや方法」と説明している。
PLA（Participatory Learning and Action）は、農村調査の方法という観点からさらに進めて、住民自身が自ら課題を発見して問題を解決するまでの一連のアプローチと方法のことである。実際にはPRAもPLAもその内容においてはほとんど変わらず、同義で使用されることも多い。それらの内容は、地図作り、年表作り、季節カレンダー、社会関係図、ランキング（順位づけ）、などがあるが、固定された一連のパッケージがあるわけではなく、日々さまざまな手法が現場に即して開発され応用されている。